# Katedra św. Piotra w Montpellier
Katedra św. Piotra w Montpellier (fr. Cathédrale Saint-Pierre de Montpellier) – gotycka katedra w mieście Montpellier w regionie Oksytania, w departamencie Hérault w południowej Francji; główna świątynia diecezji Montpellier (jest siedzibą arcybiskupa Montpellier) i jednocześnie najważniejsza budowla sakralna metropolii Montpellier.

## Historia
Katedra św. Piotra w Montpellier była pierwotnie kaplicą klasztornego kolegium Saint-Benoît-Saint-Germain, założonego w 1364 r. przez papieża Urbana V. Ten kościół został podniesiony do rangi katedry w 1536 r., kiedy to siedziba biskupa została przeniesiona z położonego nieopodal Maguelone do Montpellier. 